# زرکوب تبریزی
نجم‌الدین ابوبکر محمد زرکوب مشهور به زرکوب تبریزی از عارفان معاصر اباقاخان بود. وی از اهالی تبریز بوده و در فقر به سر می‌برد. زرکوب تبریزی سرانجام در سال ۷۱۲ هجری در تبریز وفات یافت و در مقبرةالعرفای گجیل به خاک سپرده شد.

## نمونهٔ اشعار
| دشمن ما را سعادت یار باد       |  | روز و شب با عز و نازش کار باد |
| هرکه کافر خواند ما را گو بخوان |  | او میان مؤمنان دیندار باد     |
| هرکه خاری می‌نهد در راه ما      |  | خار ما در راه او گلزار باد    |
| هرکه چاهی می‌کند در راه ما      |  | چاه ما در راه او هموار باد    |
| هرکه ملک و مال ما را حاسد است  |  | ملک و مالش در جهان بسیار باد  |
| هرکه را مستی زرکوب آرزوست      |  | گو که ما مستیم، او هشیار باد  |